# Karim Réveillé
Karim Réveillé, né le 14 décembre 1987 à Paris, est le batteur et le cofondateur du groupe français Hangover, qui est par la suite devenu BB Brunes.

## Biographie
Karim Daniel Réveillé né près de Paris le 14 décembre 1987, d'un père Guadeloupéen et d'une mère d'origine kabyle et juive berbère algérienne. Il a deux frères, Eddy et William (alias « Will Wokup », qui a notamment joué le rôle de Weedman dans la série En Passant Pécho avec Nassim Lyes Si Ahmed, Pablo Pauly et César Domboy). Il arrête l'école après la troisième puis entre dans une école de musique. Il est aussi passionné d’art et notamment de photographie.

## Collaborations
Karim Réveillé est le batteur et cofondateur du groupe Hangover, qui par la suite devient BB Brunes. Il a notamment aidé à l’écriture et la réalisation de leurs chansons : Dis-moi, Coups et blessures et Éclair Éclair. Il est aussi associé à l'album du groupe BB Brunes intitulé Puzzle, sorti en 2017.[réf. nécessaire]

## Filmographie
- 2012 : Astérix et Obélix : Au service de Sa Majesté de Laurent Tirard : Un barde